# Escampavía Meteoro
La escampavía Meteoro fue un buque de acero para el servicio de faros de la Armada de Chile, considerado el primer vapor construido íntegramente en Chile. Fabricado por Lever, Murphy & Co. en su astillero de Miramar, en Caleta Abarca de Viña del Mar, formaba parte de un proyecto mayor no terminado de la Armada para construir tres escampavías metálicas. Fue lanzado al mar el 24 de noviembre de 1901 en presencia del presidente de la República Germán Riesco. Prestó importantes servicios a la Armada en el estrecho de Magallanes durante unos 17 años hasta su naufragio en 1918.

## Construcción
La fabricación de la Meteoro está relacionada con un proyecto fiscal de dotar y mantener faros en las zonas más apartadas del país, para lo que se pensaba armar tres escampavías metálicas de 650 toneladas de desplazamiento. Un buque de este tipo es uno de bajo calado y gran potencia para su envergadura, que se pueda utilizar como remolcador, transporte o rompehielos. El Meteoro en particular tenía doble hélice y su maquinaria era potente y de vanguardia.
El 28 de febrero de 1900, el Gobierno aprobaba por decreto supremo el contrato entre Lever Murphy y la Armada para la construcción de un buque de 625 toneladas de desplazamiento por un monto de $295,080 pesos oro de 18 peniques, para ser entregado dentro de un plazo de 18 meses. El diseño de la escampavía fue hecho por la empresa de Caleta Abarca con base en requerimientos de la Armada, quienes querían un vapor similar al estadounidense Columbine. Este último visitó Valparaíso en 1893, momento en el cual habría impresionado favorablemente al personal chileno.
Se puso su quilla en noviembre de 1900 en los astilleros de Miramar en Viña del Mar y durante su construcción se habrían ocupado un término medio de 250 a 300 operarios diariamente. Toda la estructura se hizo en los establecimientos, a excepción de las dos hélices y otras piezas especiales como manómetros. Su casco era de acero y estaba propulsado por dos máquinas recíprocas de triple expansión que descargaban a condensadores de superficie. Las calderas eran de tubos de fuego y de estructura cilíndrica. Fue pintado de negro con detalles amarillos como otros buques de la Armada chilena de la época.
Fue lanzado el 24 de noviembre de 1901 en presencia del primer mandatario Germán Riesco y del ministro de Marina, Bertrán Mathieu. Bautizado por el presbítero de la Armada, Ricardo Mate de Luna, y su madrina fue la señora Elena Serrano de Mathieu en reemplazo de la mujer de Riesco. En representación de la empresa estuvo el ingeniero Domingo V. Santa María. En esta ceremonia el buque inesperadamente embistió al destructor “Riquelme” que imprudentemente se encontraba fondeado muy cerca del astillero, sufriendo ambas naves daños de menor importancia. El accidente ocurrió debido a una tabla que hizo de timón ciego, enganchada cerca de las hélices, y fue ampliamente difundido por la prensa con tintes de burla.

## Servicio
El buque fue asignado al servicio el 8 de octubre de 1901 mientras aún estaba en el astillero. Luego de su botadura, se hicieron pruebas de presión en Valparaíso para enviarlo al Archipiélago Juan Fernández. Como dice la Armada:
El 12 de febrero de 1902 zarpó hacia las islas de Juan Fernández llevando 40 colonos, 1 sargento de policía y 3 guardianes, constituyendo estos el primer retén del lugar. Luego se consignó al balizamiento del golfo de Ancud.
Desde ese momento fue comisionado al servicio de los faros y boyas del Estrecho de Magallanes, para lo que fue construido, y quedó al mando del piloto 1° Alberto Holmgren. Esporádicamente participó de otras misiones como buque de asistencia en levantamiento cartográfico. Por ejemplo, en 1912 la tripulación del Meteoro hizo levantamiento de cartas de cabo Pilar mientras avituallaban faro Evangelistas.

## Naufragio
El Meteoro zarpó por última vez el 10 de mayo de 1918 de Punta Arenas al mando de capitán de corbeta Agustín Prat von Seitz, sobrino del héroe, para recorrer los faros de la boca oriental del Estrecho de Magallanes. Mientras abastecía el faro en punta Dungeness, arreció una tormenta que obligó al capitán a anclar en las cercanías por peligro de perder la carga. Transcurrida una semana de mal tiempo, y en funciones de asegurar el buque, una mala maniobra trabó el timón y las hélices con una espía. El fuerte oleaje arrastró al Meteoro hacia playa donde quedó completamente destruido. Murieron 13 personas entre tripulación y pasajeros. Pequeños restos del buque están en la playa del faro mezclados con otros naufragios, en algún momento fue visible la caldera.

## Otras Escampavías
La fabricación del Meteoro fue parte de un proyecto fiscal para la mantención a través de tres escampavías de faros y boyas en el Estrecho de Magallanes. Lever Murphy, quienes habían fundido las torres para algunos de esos faros, participaron con una propuesta en la primera de estas embarcaciones en miras a obtener los contratos para otras dos en un periodo de cinco años. Aunque se pidieron propuestas en octubre de 1901 y la empresa participó, por diversas razones no se adjudicaron las nuevas embarcaciones. Luego se modificó el proyecto para reemplazarlas por otras más pequeñas, pero de maquinaria similar. Los astilleros Behrens de Valdivia finalmente se adjudicaron la fabricación de un pequeño remolcador de madera de 250 toneladas de solo 400 iHP y la transformación de una barca usada comprada en 1899. La primera fue bautizada Valdivia, fabricada en ese astillero por $ 215.000 pesos oro de 18 peniques, $ 80.000 menos que la Meteoro, y botada en 1904. La segunda se llamaba Pisagua, refaccionada en 1905.